# Circus Arts Foundation
La Circus Arts Foundation es una fundación cultural privada sin ánimo de lucro de española dedicada a promover las artes circenses. Se creó en octubre de 2011 y está dirigida por Genís Matabosch.

## Historia
Se creó con el objetivo de promocionar, divulgar, proteger y reivindicar el patrimonio material e inmaterial mundial del espectáculo circense, como arte escénica, elemento lúdico, parte de la cultura y el paradigma de la multiculturalidad. Sus actividades incluyen la producción de espectáculos circenses y la gestión de archivo y colecciones particulares que se encuentran depositados desde 2020 en Circusland.
En marzo de 2012, la fundación inauguró su actividad de producción organizando por primera vez el Festival Internacional del Circo Castillo de Figueras (que pasó a llamarse en 2016, Festival Internacional del Circo Elefante de Oro) en el Patio de Armas del Castillo de San Fernando, que reunió a 14 432 espectadores en 4 días. En el marco del festival, la elefanta Dumba realizó el paseo inaugural en conmemoración del desfile del elefante Surus de Salvador Dalí en 1967. También se organizó el concierto La Música en el Circo, dirigido por Carmino d'Angelo, jefe de orquesta del festival.
Ese mismo año, coincidiendo con el Día Mundial del Circo, se inauguró el Centro Internacional de Estudios del Circo, en la calle Tramuntana de Figueras, donde se ubicaron las oficinas de la Circus Arts Foundation y el mayor archivo estatal de documentación circense. Éste se configuró como un centro de estudios destinado a los investigadores, único en España y con paralelos en el Centro Educativo di Documentazione delle Arti Circensi (CEDAC) de Verona, el Centro National des Arts du Cirque (CNAC) de Châlons-en-Champagne y en Viena.
En 2014, el periodista Josep Playà dio en el Teatro-Museo Dalí la conferencia: Dalí y el Circo, sobre la relación del pintor con el universo circense en el marco de actividades paralelas del 3.º Festival Internacional de Circo y en colaboración con la Asociación de Amigos de los Museos Dalí. En mayo de este año, durante la Muestra Floral del Gremio de Floristas durante las fiestas de la Santa Cruz de Figueras, bajo el nombre de Flores de Circo, la fundación exhibió su colección de trajes de payaso carablanca de la sastrería parisina Vicaire y la de carteles de Fernández-Ardavín. Meses más tarde, en diciembre, la fundación organizó la primera edición del Gran Circo de Navidad de Gerona con un espectáculo basado en números de circo sobre hielo presentados por una veintena de patinadores del Circo Nikulin de Moscú.
En abril de 2015, Matabosch y Joan Mompart inauguraron el Circo Charlie Rivel por las fiestas de la Santa Cruz de Figueras, con un espectáculo inspirado del folclore catalán en una carpa diseñada para el evento, que tenía visibilidad interior total al no tener columnas, y que no necesitaba agujerear el suelo para instalarse.
Un año más tarde, en 2016, el 5.º Festival Internacional del Circo, ya consolidado como uno de los cinco mayores del mundo, adoptó el subtítulo ‘Elefante de Oro’ para dar mayor visibilidad a su principal trofeo y empezó a conocerse como el Festival Internacional del Circo Elefante de Oro.
En enero de 2017, la fundación presentó una nueva producción, El Gran Circo de los Reyes Magos, en la Tarraco Arena Plaza de Tarragona. En febrero de ese año tuvo lugar la última edición del Festival del Circo en Figueras, debido a la falta de acuerdo de continuidad de éste y del proyecto de museo por parte del Ayuntamiento.
El festival se trasladó a Gerona a partir de 2018, donde tuvo una gran acogida, con más de 30 000 espectadores. Ese año, Cirque du Soleil realizó allí su único casting europeo; y Correos, en colaboración con la fundación, emitió el sello efeméride 250 años de Circo – Girona Circus World Capital y organizó una exposición de filatelia circense internacional en su oficina local. En agosto de este mismo año, la Circus Arts Foundation inauguró sus nuevas oficinas en la plaza Europa de Gerona.
Este mismo año, la carpa-iglú del Circo Charlie Rivel se instaló en el centro de Gerona como espacio cultural multifuncional para la ciudad, destinado a acoger todo tipo de eventos bajo el nombre de Cúpula de les Arts. Las gradas de esta carpa tenían diferentes posibilidades de configuración que permitía un aforo total de más de 800 personas o de 440 comensales si se usaban mesas. La pista estándar tenía 8,5 m de diámetro, pero las dos primeras filas de asientos podían retirarse para adaptarlo a 12,5 m si el espectáculo lo requería. La carpa tenía una planta de 16 lados, 28,5 m de diámetro y 14,5 m de altura. La visibilidad era total desde cualquier punto, al carecer de mástiles interiores. No obstante, en abril de 2019, la carpa se trasladó a América de manera permanente.
En 2019, Matabosch, se convirtió en el primer doctor en historia del circo de Europa tras defender su tesis doctoral Orígenes del circo: actividad de las compañías ecuestres (1768-1915) en la Universidad de Barcelona. Al año siguiente, en diciembre de 2020, se inauguró la única institución patrimonial dedicada al circo en Europa, Circusland o Palacio Internacional del Circo, con sede en la Casa Abacial del Monasterio de San Pedro de Besalú, donde además de conservarse y exhibirse al público la colección, se ubican las oficinas de la Circus Arts Foundation.

## Colección
La colección custodiada por la Circus Arts Foundation se compone de varias decenas de miles de piezas de todo tipo relacionadas con el circo, de las cuales más de 500 están expuestas en Circusland. Se amplía asiduamente gracias a las donaciones de coleccionistas y personalidades del mundo del circo, como Josep Vinyes, August Santacana, Alberto Oller, Josep Perals “Vizán”, Manolo Vallés “Totó”, Rose-Marie Risto y Joan Soler Jové; así como por parte de compañías e instituciones del sector, como del Cirque du Soleil y de renombrados artistas rusos.
Entre los objetos custodiados por la fundación, destacan la mayor colección filatélica circense del mundo; los casi 30 trajes de carablanca de la sastrería parisina Vicaire; el trapecio de equilibrio y el traje de Pinito del Oro; la colección de 76 carteles y 10 dibujos originales de entre 1910 y 1930 del cartelista madrileño Fernández-Ardavín; y la maqueta a escala 1:25 del circo alemán Gleich, el circo miniatura más grande del mundo, que ocupa 50 m² y cuenta con varias instalaciones, 170 vehículos, 271 animales y 420 personajes. Ésta estuvo expuesta en el Festival del Circo Elefante de Oro en 2015 y 2019.

## Espectáculos

### Festival Internacional del Circo Elefante de Oro
Desde 2012, la fundación organiza anualmente el Festival Internacional del Circo Elefante de Oro (en catalán, Festival Internacional del Circ Elefant d'Or), cuyo principal distintivo es que en él sólo pueden participar números inéditos en Europa. Desde 2012 hasta 2017 se celebró en Figueras, Gerona, y, de 2018 en adelante, en Gerona capital, por falta de acuerdo con el Ayuntamiento de Figueras. La fundación organiza todo tipo de actividades paralelas en el marco del festival, como conferencias, exposiciones o espectáculos benéficos.
Desde 2019, se celebra simultáneamente el Circus World Market, la única feria del sector en el mundo, en la que puede exhibirse cualquier empresa que ofrezca servicios relativos al circo. Es uno de los más de diez festivales circenses del mundo que se rigen por la mecánica modelo del Festival Internacional de Circo de Montecarlo que consiste en dos espectáculos distintos de competición, entre los que se reparten las 24 atracciones participantes; y una tercero gala, en la que actúan los artistas premiados, y tras la cual el jurado internacional hace entrega de los premios. Cuenta con música en directo con la Paris Circus Orchestra de Francia, encabezada por Pierre Pichaud, director de orquesta del Cirque d'Hiver Bouglione de París y de otros espectáculos de la fundación, como el Circo Charlie Rivel, el Gran Circ de Nadal o Nits de Circ.
A lo largo de sus ediciones, ha aumentado el aforo, los espacios, los artistas y países participantes, el presupuesto e impacto económico, por lo que ha ganado relevancia internacional como escaparate de novedades para las principales compañías circenses europeas y como el mayor evento circense de España y de Europa que se encuentra entre los 5 mayores del mundo, junto a los celebrados en Mónaco, China y Rusia.

### Circo Charlie Rivel
En abril de 2015, en homenaje al 119.º aniversario del nacimiento del payaso catalán del mismo nombre, el Circo Charlie Rivel se inauguró durante las fiestas de la Santa Cruz de Figueras presentando un espectáculo basado en el folclore catalán, con 16 artistas de 10 países. Acudieron 10 539 espectadores. Durante el verano de aquel año, la carpa diseñada especialmente para este proyecto, se instaló en la localidad de Santa Susana (El Maresme), donde se representaron paralelamente los espectáculos Olé y Super Circus, destinados al turismo local.
En 2018, el circo volvió a presentarse, esta vez en Gerona, durante las ferias de San Narciso, donde ocupó su carpa-iglú original, rebautizada como la Cúpula de les Arts. Actuaron 22 artistas de 9 países.

### Gran Circ de Nadal
El Gran Circo de Navidad (mejor conocido por su nombre catalán, Gran Circ de Nadal) es, desde 2014, otra de las producciones que la fundación organiza anualmente durante las fiestas navideñas en Gerona. De 2014 a 2022 se celebró en el Pabellón de Fontajau y, a partir de 2023, en una carpa.  Acuden alrededor de 18 000 espectadores en cada edición. Los espectáculos, de gran formato, giran en torno a una temática, generalmente navideña o invernal, que cambia anualmente:
- 2014 - Sobre Gel, fue un espectáculo circense sobre pista de hielo en el que participaron, principalmente, artistas del Circo Nikulin de Moscú especialistas en esta modalidad.[8][36]
- 2015 - Màgic,  centrado en la magia y el ilusionismo.[34]
- 2016 - Oriente, el circo de los Reyes Magos, trató sobre el exotismo oriental presentando atracciones venidas, mayoritariamente, de diferentes países asiáticos.[37][38]
- 2017 - Sobre Aigua, cuya infraestructura se fabricó en Rusia y el montaje necesitó más de 120 000 litros de agua, su funcionamiento podía hundirse, flotar y disparar fuentes de agua según lo requiriese la atracción.[39][40]
- 2018 - Sobre Gel 2.[41][42]
- 2019 - FantAsia, rindió homenaje al circo tradicional chino de acrobacias presentando números con artistas de este país.[43]
- 2020 - Adrenalina - Más allá de los límites.[44]
- 2021 - Sobre Gel 3.[45][46]
- 2022 - Sobre Aigua 2.[47]
- 2023 - Aniversario.[48]
- 2024 - Adrenalina 2.[35][49]

### Nits de Circ
Desde 2021, en el mes de agosto, la fundación organiza una gala circense nocturna, bajo el nombre: Noches de Circo (más conocidas por su nombre en catalán, Nits de Circ) que tiene lugar en los Jardines del Molino de Besalú y en la Ciudadela de Rosas.
El graderío circular, con capacidad para 1 250 espectadores, está al aire libre. Tan solo los cuatro mástiles y la punta típicos de una carpa tradicional sostienen el aparejo necesario sobre la pista, que origina su lema: «El circo de calidad bajo las estrellas».

## Publicaciones
La fundación edita dos colecciones de libros sobre el arte circense: FotoCirco y la serie de monografías Javier Sáinz Moreno. Además de los programas de sus propias producciones.